# تينا جاكسا
ألبيرتينا جاكسا (بالإنجليزية: Albertina Jaxa)‏ (مواليد 27 أكتوبر 1970)، هي مُمثلة جنوب أفريقية. كان أبرز دور سينمائي لها هُو أداء شخصية المُديرة في فيلم ذو سمعة جيدة الذي صدر سنة 2013.